# رو در رو (مجموعه تلویزیونی)
رو در رو (به اسپانیایی: Vis a Vis) نام یک سریال اسپانیایی در ژانر درام جنایی است که آلکس پینا آن را خلق کرده است. از بازیگران این سریال می‌توان به مگی سیوانتس، آلبا فلورس و نایوا نیمری اشاره کرد.
این سریال ابتدا در سال ۲۰۱۵ از شبکه آنتنا ۳ اسپانیا پخش شد؛ اما در سالهای بعد شبکه فاکس اسپانیا پخش این سریال را بعهده‌گرفت. سریال رو در رو: اوئاسیس که در سال ۲۰۲۰ انتشار یافت که اسپین‌آفی برای این سریال است که ادامه داستان شخصیت‌های ماکارنا و زولما است.

## داستان
داستان این مجموعه دربارهٔ دختری به نام ماکارنا است که عاشق رئیسش می‌شود و به خاطر او قانون را زیر پا می‌گذارد، در پی این حوادث ماکارنا دستگیر می‌شود و به زندانی از زنان که دارای خلافکارانی ظالم و خشن است؛ منتقل می‌شود. شخصیت دوم فیلم زولما زهیر است. در ابتدای فیلم زمانی که ماکارنا به زندان منتقل می‌شود در شب اول زولما یکی از زندانیان، یولاندا، را به قتل می‌رساند زندانی به قتل رسیده کسی بود که طی دزدیدن ۹ میلیون دلار گرفته شده بود و این پول را در جنگل مخفی کرده بود. ماکارنا به‌طور اتفاقی از محل پول‌ها با استفاده از سیم‌کارتی که پیدا کرد و متعلق به یولاندا بود با خبر می‌شود زولما در تلاش برای به دست آوردن پول‌هاست. در خارج از زندان پدر ماکارنا و دوست پسر زولما، معروف به مصری، با هم وارد رقابت می‌شوند.

## مشخصات
| فصل | قسمت‌ها | قسمت‌ها | تاریخ اصلی روی آنتن رفتن | تاریخ اصلی روی آنتن رفتن | تاریخ اصلی روی آنتن رفتن | Ave. viewers (millions) and share |
| فصل | قسمت‌ها | قسمت‌ها | اولین بار                | آخرین بار                | شبکه                     | Ave. viewers (millions) and share |
| --- | ------ | ------ | ------------------------ | ------------------------ | ------------------------ | --------------------------------- |
| ۱   | ۱۶     | ۱۶     | ۲۰ آوریل ۲۰۱۵            | ۲ ژوئیه ۲۰۱۵             | آنتنا۳ اسپانیا           | ۳٫۵۴۷ (۱۹٫۹٪)                     |
| ۲   | ۱۹     | ۱۹     | ۳۱ مارس ۲۰۱۶             | ۲۲ ژوئن ۲۰۱۶             | آنتنا۳ اسپانیا           | ۲٫۴۳۱ (۱۴٫۲٪)                     |
| ۳   | ۸      | ۸      | ۲۳ آوریل ۲۰۱۸            | ۱۱ ژوئن ۲۰۱۸             | فاکس اسپانیا             | ۰٫۱۵۱ (۰٫۸٪)                      |
| ۴   | ۸      | ۸      | ۳ دسامبر ۲۰۱۸            | ۴ فوریه ۲۰۱۹             | فاکس اسپانیا             | ۰٫۱۲۹ (۰٫۷٪)                      |